# De banvloek van Hypsis
De banvloek van Hypsis is het dertiende stripalbum uit de Ravian-reeks. Het album is getekend door Jean-Claude Mézières met scenario van Pierre Christin. Het vormt samen met de voorgaande delen  Halte Chatelet richting Cassiopeia, Brooklyn station, eindpunt Kosmos en Verschijningen op Inverloch een cyclus van vier verhalen over de nucleaire ramp die de aarde in de toekomst zal treffen.

## De verhalen
Aan het einde van de 20e eeuw wordt de aarde bedreigd door de bewoners van de planeet Hypsis. Deze hebben bijzondere belangen bij het wijzigen van de aardse geschiedenis door de ramp te veroorzaken die in 1986 tot de eerste avonturen van Ravian en Laureline leiden. Om deze ramp te voorkomen moeten Ravian en zijn metgezellen op zoek naar Hypsis, hetgeen nogal lastig is omdat deze planeet zich naar believen door het heelal beweegt.